# Francisco Sarrion
Francisco Fernández Sarrión (täcknamn Fredrik Svensson), född 18 juni 1937, död 1996, var en spanskfödd maoist – till yrket stuckatör – som bodde, verkade och bildade familj i Sverige. Sarrión ledde under ett halvår under loppet av år 1968 en radikal falang inom den maoistiska rörelsen, kallad Rebellrörelsen. Under några år på 1960-talet var Sarrión bosatt i Folkrepubliken Kina, som då styrdes av Kinas Kommunistiska Parti under ledning av Mao Zedong (Mao Tse-Tung). Sarrión arbetade under den sista delen av sitt liv inom turistnäringen på Kanarieöarna.[källa behövs]
Han sägs ha varit mycket karismatisk under sin tid som ledare för Rebellrörelsen. Håkan Arvidsson skildrar i sin självbiografiska bok Vi som visste allt ett Clarté-möte, där Sarrion framstår som en tungomålstalande demagog.